# Lluís de la Cerda
Lluís de la Cerda també anomenat Lluís d'Espanya (França, 1291 - La Mota de Ròse, 5 de juliol de 1348) fou príncep o sobirà nominal de les Illes Canàries (1344), senyor de Puerto de Santa María pel seu matrimoni (1306) amb Leonor de Guzmán.

## Biografia
Fill d'Alfons de la Cerda, "el Desheretat", i de Matilde de Narbona, per part paterna era besnet d'Alfons X el Savi, rei de Castella i Lleó, i rebesnet de Lluís IX de França.
Va estar al servei del rei Felip VI de França, que el va nomenar comte de Clermont i de Talmont. Posteriorment el sobirà el va nomenar Almirall de França l'any 1341. Va combatre a la Guerra dels Cent Anys contra els anglesos. Va reunir una gran fortuna i va fundar un regne a les Illes Canàries. El 15 de novembre de 1344 el Papa Climent VI el va nombrar rei de les Illes Afortunades, mitjançant la butlla Tue devotionis sinceritas, encara que només fou un títol honorífic. El papa incità en favor seu diversos sobirans, entre ells Pere III de Catalunya-Aragó, que li prometé de col·laborar en una empresa que Lluís de la Cerda no dugué a terme; el drets a les Canàries, però, passaren als seus hereus.

## Matrimonis i descendència
Casat en 1306 amb Leonor de Guzmán, Senyora de Huelva i de Puerto de Santa María, filla d'Alonso Pérez de Guzmán "el Bueno" i de Maria Alfonso Coronel.
D'aquest matrimoni van néixer:
- Alfons de La Cerda. Mort a la infància.
- Maria de La Cerda. Mort a la infància.
- Blanca de La Cerda. Mort a la infància.
- Ferran de La Cerda.
- María de La Cerda.
- Lluís de La Cerda († 1383)(¿? - 1383), comte de Talmont
- Ferran de La Cerda († 1341) (¿? - 1341). Casat amb Elvira de Ayala
- Joan de La Cerda(1327 - 1357), senyor del Puerto de Santa María i de Gibraleón, Agutzil Major de Sevilla. Casat amb Maria Coronel, Senyora d'Aguilar
- Isabel de la Cerda Pérez de Guzmán (¿? - 1382), senyora de El Puerto de Santa Maria, casada amb Ruy Pérez Ponce i amb Bernal de Foix "el Bastardo de Béarn", Comte de Medinaceli. Amb aquest matrimoni fou successora del llinatge del seu pare en la persona dels seus descendents: els comtes de Medinaceli.

Luis de La Cerda es va casar en segones núpcies amb Aymar de Poitiers. Aquest matrimoni no va tenir descendència.
A la seva mort fou sepultat a l'Abadia de Saint-Gilles, situada a la regió francesa de Llenguadoc-Rosselló.